# Fußball-Weltmeisterschaft 1938/Belgien
Dieser Artikel behandelt die belgische Fußballnationalmannschaft bei der Fußball-Weltmeisterschaft 1938.

## Qualifikation
| Luxemburg | - | Belgien     | 2:3 | Libar 4', Kemp 33' / Voorhoof 19', Braine 55', De Vries 59' |
| Belgien   | - | Niederlande | 1:1 | Isemborghs 53' / van Spaandonck 37'                         |

## Aufgebot
| Arnold Badjou         | Daring Club Brüssel  | 25.06.1909 |
| Robert Braet          | Cercle Brügge        | 11.02.1912 |
| André Vandeweyer      | Union Saint-Gilloise | 21.06.1909 |
| Abwehr                |                      |            |
| Frans Gommers         | Beerschot VAC        | 05.04.1917 |
| Robert Paverick       | Royal Antwerpen      | 19.11.1912 |
| Jean Petit            | Standard Lüttich     | 25.02.1914 |
| Corneel Seys          | Beerschot VAC        | 12.02.1912 |
| Philibert Smellinckx  | Union Saint-Gilloise | 17.01.1911 |
| Mittelfeld            |                      |            |
| Pierre Dalem          | Standard Lüttich     | 16.03.1912 |
| Alphonse De Winter    | Beerschot VAC        | 12.09.1908 |
| Paul Henry            | Daring Club Brüssel  | 06.09.1912 |
| Emile Stijnen         | ROC Charleroi        | 02.11.1907 |
| John Van Alphen       | Beerschot VAC        | 17.06.1914 |
| Angriff               |                      |            |
| Raymond Braine        | Beerschot VAC        | 28.04.1907 |
| Fernand Buyle         | Daring Club Brüssel  | 03.03.1918 |
| Jean Capelle          | Standard Lüttich     | 26.10.1913 |
| Arthur Ceuleers       | Germinal Beerschot   | 28.02.1916 |
| Jean Fievez           | RWD Molenbeek        | 30.11.1910 |
| Hendrik Isemborghs    | Beerschot VAC        | 30.01.1914 |
| Joseph Nelis          | Berchem Sport        | 01.04.1917 |
| Charles Vanden Wouwer | Beerschot VAC        | 07.09.1916 |
| Bernard Voorhoof      | Lierse SK            | 10.05.1910 |
| Trainer               |                      |            |
| Jack Butler           | Jack Butler          | 14.08.1894 |

## Spiele der belgischen Mannschaft

### Achtelfinale
| 32.000 | Stade Olympique de Colombes (Colombes) | Frankreich | Belgien | Wüthrich (Schweiz) | 3:1 (2:1) | 1:0 Veinante (1.) 2:0 Nicolas (16.) 2:1 Isemborghs (38.) 3:1 Nicolas (69.) |

Gastgeber Frankreich besiegte seinen Nachbarn Belgien mit 3:1.